# کلیسای آل سنت، کادستون
کلیسای آل سنت، کادستون (انگلیسی: Church of All Saints, Cuddesdon) یک کلیسای منطقه‌ای در کادستون، آکسفوردشر قرار دارد و در قرن ۱۲ در لیست بنای فهرست‌شده کلیسای انگلستان قرار گرفته‌است. این کلیسا در سال ۱۱۸۰ تأسیس شده‌است. در سال ۱۸۹۴ توسط بنجامین فری بازسازی شده‌است.